# CRuMs
CRuMs (synonymum Crumalia) je název eukaryotické superskupiny, která zahrnuje čtyři jednobunečné heterotrofní linie – Collodictyonidae, Rigifilida (syn. Micronucleariida; dva známé rody – Rigifila a Micronuclearia), Glissandrida (s jediným popsaným rodem Glissandra) a Mantamonadidae (jediný známý rod Mantamonas). Pravděpodobně jde o sesterskou skupinu taxonu Amorphea, který zahrnuje superskupiny Amoebozoa a Obazoa.
Skupina byla popsána v roce 2018, ale přirozenost seskupení těchto tří linií byla známa již dříve a v r. 2012 formálně popsána taxonem Varisulca (jako podkmen), z dnešního pohledu parafyletickým, neboť navíc zahrnoval i linii Planomonadida (syn. Ancyromonadida), později identifikovanou jako vývojová větev s bazálnějším postavením v Opimoda a dosud (rok 2023) klasifikovanou jako Eukaryota incertae sedis.
Název taxonu je akronym utvořený z počátečních písmen podřazených taxonů. Písmena „u“ a „s“ jsou vložena pro snazší výslovnost a rovněž proto, aby název odpovídal anglickému slovu „crums“, které lze do češtiny přeložit jako „drobky“.
Vnější a vnitřní příbuzenské vztahy lze zobrazit následujícím fylogenetickým stromem:

|  | Breviatea Cavalier-Smith 2004                                                                               |
|  | |
|  | \| \| Apusomonadida Karpov & Mylnikov 1989 \| \| \| \| \| \| Opisthokonta (vč. živočichů a hub) \| \| \| \| |
|  | |
|  | Apusomonadida Karpov & Mylnikov 1989                                                                        |
|  | |
|  | Opisthokonta (vč. živočichů a hub)                                                                          |
|  | |

|  | Apusomonadida Karpov & Mylnikov 1989 |
|  |                                      |
|  | Opisthokonta (vč. živočichů a hub)   |
|  |                                      |

|  | Breviatea Cavalier-Smith 2004                                                                               |
|  | |
|  | \| \| Apusomonadida Karpov & Mylnikov 1989 \| \| \| \| \| \| Opisthokonta (vč. živočichů a hub) \| \| \| \| |
|  | |
|  | Apusomonadida Karpov & Mylnikov 1989                                                                        |
|  | |
|  | Opisthokonta (vč. živočichů a hub)                                                                          |
|  | |

|  | Apusomonadida Karpov & Mylnikov 1989 |
|  |                                      |
|  | Opisthokonta (vč. živočichů a hub)   |
|  |                                      |

|  | Glissandrida Yazaki et al. 2025                                                                       |
|  | |
|  | \| \| Rigifilida Karpov & Mylnikov 1989 \| \| \| \| \| \| Diphyllatea Cavalier-Smith 1993 \| \| \| \| |
|  | |
|  | Rigifilida Karpov & Mylnikov 1989                                                                     |
|  | |
|  | Diphyllatea Cavalier-Smith 1993                                                                       |
|  | |

|  | Rigifilida Karpov & Mylnikov 1989 |
|  |                                   |
|  | Diphyllatea Cavalier-Smith 1993   |
|  |                                   |

|  | Glissandrida Yazaki et al. 2025                                                                       |
|  | |
|  | \| \| Rigifilida Karpov & Mylnikov 1989 \| \| \| \| \| \| Diphyllatea Cavalier-Smith 1993 \| \| \| \| |
|  | |
|  | Rigifilida Karpov & Mylnikov 1989                                                                     |
|  | |
|  | Diphyllatea Cavalier-Smith 1993                                                                       |
|  | |

|  | Rigifilida Karpov & Mylnikov 1989 |
|  |                                   |
|  | Diphyllatea Cavalier-Smith 1993   |
|  |                                   |

|  | Breviatea Cavalier-Smith 2004                                                                               |
|  | |
|  | \| \| Apusomonadida Karpov & Mylnikov 1989 \| \| \| \| \| \| Opisthokonta (vč. živočichů a hub) \| \| \| \| |
|  | |
|  | Apusomonadida Karpov & Mylnikov 1989                                                                        |
|  | |
|  | Opisthokonta (vč. živočichů a hub)                                                                          |
|  | |

|  | Apusomonadida Karpov & Mylnikov 1989 |
|  |                                      |
|  | Opisthokonta (vč. živočichů a hub)   |
|  |                                      |

|  | Breviatea Cavalier-Smith 2004                                                                               |
|  | |
|  | \| \| Apusomonadida Karpov & Mylnikov 1989 \| \| \| \| \| \| Opisthokonta (vč. živočichů a hub) \| \| \| \| |
|  | |
|  | Apusomonadida Karpov & Mylnikov 1989                                                                        |
|  | |
|  | Opisthokonta (vč. živočichů a hub)                                                                          |
|  | |

|  | Apusomonadida Karpov & Mylnikov 1989 |
|  |                                      |
|  | Opisthokonta (vč. živočichů a hub)   |
|  |                                      |

|  | Glissandrida Yazaki et al. 2025                                                                       |
|  | |
|  | \| \| Rigifilida Karpov & Mylnikov 1989 \| \| \| \| \| \| Diphyllatea Cavalier-Smith 1993 \| \| \| \| |
|  | |
|  | Rigifilida Karpov & Mylnikov 1989                                                                     |
|  | |
|  | Diphyllatea Cavalier-Smith 1993                                                                       |
|  | |

|  | Rigifilida Karpov & Mylnikov 1989 |
|  |                                   |
|  | Diphyllatea Cavalier-Smith 1993   |
|  |                                   |

|  | Glissandrida Yazaki et al. 2025                                                                       |
|  | |
|  | \| \| Rigifilida Karpov & Mylnikov 1989 \| \| \| \| \| \| Diphyllatea Cavalier-Smith 1993 \| \| \| \| |
|  | |
|  | Rigifilida Karpov & Mylnikov 1989                                                                     |
|  | |
|  | Diphyllatea Cavalier-Smith 1993                                                                       |
|  | |

|  | Rigifilida Karpov & Mylnikov 1989 |
|  |                                   |
|  | Diphyllatea Cavalier-Smith 1993   |
|  |                                   |